# 他信·欽那瓦
塔克辛·钦那瓦（皇家轉寫：Thaksin Chinnawat，發音：[tʰák.sǐn tɕʰīn.nā.wát] ⓘ；1949年7月26日—）
，漢名丘達新，小名Noi（น้อย，字面意思指「少」），泰國企業家及政治家，生于泰国北部清邁府，前任泰國總理和为泰党創立人，亦曾擔任泰國皇家警察中校。塔克辛與妹妹英叻·钦那瓦、妹夫宋才·旺沙瓦均為前任泰國總理，塔克辛女儿貝東丹·欽那瓦為第31任泰國總理。他屬於第四代泰國華人。
他信早年曾任職泰國皇家警察，其後於1987年創辦AIS通信，成為泰國首富之一。1998年創辦泰愛泰黨，並領導其於2001年大選取得壓倒性優勢，成為總理。然而其政權於2006年9月19日的軍事政變中被推翻，泰愛泰黨被勒令解散，他信自此流亡海外長達15年，直至2023年8月22日才返回泰國。泰国最高法院同日裁定其三项贪腐罪名成立，判刑8年，其後獲泰王特赦，刑期減至一年，並於2024年2月18日獲得假釋。

## 中文譯名
在确知泰國官方正式發布之前，其中文譯名在世界各地的華人圈內均有不同。
- 陸港澳（新華社）：他信·西那瓦
- 臺灣：戴克辛 / 塔克辛[8][9]
- 新加坡（聯合早報）：达信·钦那瓦
- 馬來西亞（主流華媒）：塔辛·西那瓦（星洲日報）[10]、他信·钦那瓦（南洋商報）[11]、塔信（當今大馬）[12]、达辛（中國報）[13]（各報無一致譯名）
- 泰國（東盟經濟時報）：塔信·秦那越[14]

## 家族
根據各大媒體的追踪報導，他信出生於泰国清邁府的一個华人家庭，其父亲祖籍中國廣東梅州市，而其母亲祖籍則為同省市的梅县区，客家人第四代后裔，这是从留居泰国的曾祖父丘春盛计起的。
2005年初，他信携家人访问中国大陆广东省和梅州市，展开寻根之旅。同年7月，他信以泰国总理的身份，正式访问了广东。2007年10月24日，他信的三位堂兄猜也实、巴威和乌泰，受他信的委托回到塔下村认祖归宗，祭拜祖祠、祖墓，圆了他信家族多年的寻根梦。
他信母亲叫黄金里（又译黄金垒），祖籍中国广东梅县松口镇梅教村（今属梅州市）。2005年7月，时任泰国总理的他信访华时，特地去梅州市梅县区松口镇梅教村看了母亲居住的村镇。
他信的父系直亲：
- 0代：丘志勤（高祖父，广东丰顺塔下村人，带家人移民泰国，后又带水土不服的妻子和次子邱士情返回丰顺塔下村居住。）

- 1代：丘春盛（曾祖父，留泰国，娶泰国人为妻。商人。）

- 2代：丘阿昌（祖父，归化为泰国人，1939年改泰国姓“西那瓦”，意为“循规蹈矩地做好事”。商人，娶清迈王（英语：List of rulers of Lan Na）达玛朗伽（英语：Thammalangka）的玄孙女詹提娜为妻[15]。）

- 3代：洛特·西那瓦（父亲。又译“奔历·西那瓦”。商人、议员。）

- 4代：他信·西那瓦本人

### 子女
- 女儿貝東丹·欽那瓦，泰国第31任总理
- 儿子潘通提·欽那瓦，商人

### 亲戚
- 妹妹英叻·钦那瓦，泰国前总理
- 妹夫颂猜·旺沙瓦，泰国前总理

## 早期生涯
1970年代，他信畢業於泰國警官學校。1973年，他信於泰國內政部警察局（今总理府警察局）擔任泰國皇家警察少尉，而他所在的編制則隸屬「國境警衛隊」。半年之後，他在局內得到了赴笈美國東肯塔基大學留學的機會，並在短短四個月內完成刑事司法碩士課程後，回國復職。
1976年，他信與警察中將的女兒寶乍文·欽那瓦結婚，同年再次前往美國。
1978年，他信在萨姆休斯顿州立大学取得刑事司法博士後，於首都警察參謀局政策企劃室任職顧問，並在警隊晉級至警察中校。在泰國，軍警在退職後，有個習慣，是將最後任職的階級加於姓名之內。自他擔任總理起，他的通稱是「他信·欽那瓦警察中校」。

## 政治生涯
1994年，他信开始从政，历任泰国外交部长、内阁副首相、正义力量党主席等职。
1998年7月14日，他信用自己家族的資金來創建泰爱泰党，並任黨主席。不到五年期間，泰爱泰党合併幾個小黨，形成一黨獨大的局面。
2001年2月的大選，他信以壓倒性優勢當選總理，泰愛泰黨在國會下議院500席中取得248席，擊敗民主黨，成為單一大黨，他成為泰國第23任首相。作为首相，他与马来西亚首相马哈迪·莫哈末加强两国关系，并赞扬马哈迪是一名伟大的政治家。
2005年2月的大選，泰愛泰黨贏得500個議會席位中的375席，取得壓倒性勝利，他信成為泰國歷史上第一位任滿4年，並成功連任的民選總理。他在民眾當中的受歡迎程度，讓軍方及王室感受到了威脅。
2006年2月24日，在嚴重政治危機下，他信突然宣布解散國會下議院，提前舉行選舉，大選在反對黨投棄權票抵制的情況下，他取得五成七選票，成功連任。
2006年4月4日晚间，他信正式宣布，為了恢復国家的團结，他将不再出任下届政府总理，出任看守總理直至下屆大選。他解释，做出如此决定的主要原因是泰国正在庆贺泰王拉瑪九世登基60周年。
2006年9月19日，作為看守總理的他信代表泰國赴美出席聯合國大會，期間爆發軍事政變，被迫下台，結束他五年半的執政。

## 政權垮台
泰國出版業大亨林明達原本是他信最忠实的支持者，但在2005年12月9日，突然公開聲稱他信「貪污」，指他信為了收取35億泰銖的回扣，迫使軍方購買不合泰國國情的舊式俄羅斯戰機。桑滴（林明達）號召國民出席當晚的反他信集會，結果有逾40,000人響應參加，成為泰國近年來規模最大的示威活動之一。他信第二天承認國內的局勢正在升溫，但他指控反對他的人只是為了2006年大選而對他作出攻擊；為連日倒他信示威埋下伏線。
2006年1月，他信家族向新加坡淡馬錫控股公司以19億美元出售新集團（Shin Corporation）的Advanced Info Service(AIS)中49.6%的股份；觸發泰國人民上街示威，要求总理他信下台。面對反對派連日不斷的聲音，他信決定押下政治前途，宣佈解散下議院，提前三年舉行選舉，但反對派人民民主聯盟揚言抵制此次大選。
2006年3月底，即大選前三日，反對他信的人民前往選舉委員會的辦公室，投訴他信選舉违反法律，要求選舉委員會取消他信的參選資格。4月2日的大選，他信領導的執政泰愛泰黨取得61%的票數，成功連任，第三度當選，但是泰國首都曼谷及南部人民，部分響應反對派的呼籲，投下棄權票或廢票，使棄權票佔38%。
2006年4月4日晚上，他信與泰国国王普密蓬·阿杜德見面後，接受泰國國王的建議，宣佈辭去泰國總理一職，擔任看守總理，直至新任總理選出為止。反對派對於“他信終於下台”表示高興，表示「抗爭活動取得最後的勝利」。
2006年8月底，一名年輕軍人驅車接近總理府時被捕，車上被起出炸彈。但此舉被批評者質疑是一場「自編自導」的案件，以爭取選民支持。但泰國軍方當時正面臨改組，有說此舉是向他信警告不要干涉軍方事務。在政變發生後，軍政府宣布停止調查該案件。
2006年9月19日深夜，泰國陸軍總司令頌提突然發動政變，率領軍隊佔據曼谷市中心，包圍政府總部及總理府，宣稱推翻當時在美國紐約代表泰國出席聯合國大會的他信。颂提宣稱，他信執政期間貪污不絕，他信没有能力領導國家，而軍事政變則得到泰国王室及軍方的支持。

## 旅居海外
2006年泰国军事政变之後，他信先流亡英國，然後流亡日本。2007年6月7日，他信召開記者會，宣布接受拓殖大學的邀請，擔任該校客座講師，2007年7月5日開始上課，課程名稱是「亞洲的經濟與企業模式」。他信在記者會上，肯定泰國臨時政府將在2007年12月舉行大選；他還說，只要泰國恢復民主，他就打算以平民身分返回泰國。2013年2月英祿訪港，曾傳言英祿與他信及猜也實兒子差威拉在香港會面
2007年1月，他信以个人身份访问新加坡，并作为‘老朋友’会晤新加坡副总理尚穆根·贾古玛，引发泰国军人政权强烈的不满和两国外交风波。
2007年7月6日，他信以8,160萬英鎊的價格，買下英格蘭超級足球聯賽球會曼彻斯特城足球俱乐部，成為該英國足球隊的老闆，直至2008年9月2日因資金問題而轉讓球會給阿布達比財團，同時卸下球隊主席一職。
2007年12月23日，獲他信支持的人民力量黨在大選中獲勝，再度上台執政。
2011年7月3日，獲他信支持的為泰黨在大選中獲勝，再度上台執政。
2018年马来西亚大选后，他信通过电子邮件祝贺马哈迪·莫哈末带领希望聯盟获胜大选，并分享了他与马哈迪的合照。
2019年3月，泰國国王玛哈·哇集拉隆功認為他信被泰国最高法院判处监禁，且还涉及多个案件，但他信卻逃案离开泰国，該行为非常不合适，於是國王依据泰国2017年宪法，撤销王室此前授予他信的所有勋章和奖章。同时，泰国军官预备学校校友委员会决定以同样理由将他信从杰出校友名单中除名。

### 短暫回國
2008年2月27日，他信通過其私人律師披集宣布說，他將于28日上午返回泰國，為自己面臨的數十項指控進行辯白。披集說：“他信先生將乘坐泰國國際航空公司航班從香港起飛，于曼谷時間28日9時40分抵達曼谷素萬那普國際機場。”
他信抵達曼谷時，跪向土地，並且向記者及其支持者雙手合十，表示對泰國之尊重。

### 尋求政治避難
2008年8月11日，他信夫婦在出席北京奧運會開幕式之后，并未按泰國法院要求回國參加聽證會。同日，他信從英國向泰国国家电视台傳真一份簽名文件，宣布不接受在泰國國內的相關案件審訊，并將在英國申請政治避難。隨后，泰國最高法院發布對他信及其夫人的逮捕令。
2010年3月18日，黑山警方发言人塔玛拉·拉莱维奇称他信于当月13日从迪拜乘私人飞机抵达黑山蒂瓦特且他信已取得黑山公民身份。

### 擔任柬埔寨經濟顧問
2009年11月4日，柬埔寨政府任命他信為柬埔寨首相洪森的經濟顧問。柬埔寨官方電視臺隨即發表，由於柬埔寨相信他信受到政治迫害，因此不會將他信逐出柬埔寨國境。次日，泰國政府召回駐柬埔寨大使，以表示抗議。泰國總理艾比希声言：這是『第一步外交報復』。他認為柬埔寨干涉了泰國司法制度，聲稱將重新審視雙邊的一切合作協議（在柬埔寨政府決定此事的一個月前，兩國軍隊因邊境的柏威夏寺而有領土爭議）。當晚，柬埔寨方面也同樣召回了駐泰國大使以為外交報復。柬埔寨副首相兼閣員索安則認為，柬埔寨這項任命是符合國際慣例的決定。

## 結束流亡
2023年5月正值大選舉行時，他信表達了他希望返國的意願，表示渴望與家人團聚，並願意服刑。2023年7月13日，泰國國家反腐敗委員會撤銷戴克辛及其他3人在泰國國際航空貪污案所有指控。2023年8月22日，他信乘坐私人飛機抵達曼谷廊曼機場，結束其15年的流亡生涯。他下機後随即被帶到最高法院接受三项贪腐罪名的宣判，並被判刑8年。其後他信由執法人員押送至曼谷特別監獄，但次日即因出現高血壓症狀而被送往醫院治理。有學者分析，他信明知自己會被捕仍然堅持回國，是要讓自己成為「政治人質」以換取軍方支持為泰黨執政；而他選擇在此時回國，是因為他對為泰黨組建政府充滿信心。
根據泰國法律，年逾七十的罪犯有資格申請假釋或請求泰王特赦，他信因而在8月31日向泰王哇集拉隆功遞交特赦申請，翌日即獲批准，將其刑期由8年減至1年。
2024年2月13日，泰國司法部長塔威透露已批准他信假釋，並於18日出獄。
2024年5月29日，泰國總檢察長辦公室以他信於2015年2月21日在韓國首爾接受媒體訪問時，指責樞密院協助策劃2014年的軍事政變的言論，起訴他信觸犯冒犯君主罪。同年6月18日，他信被檢方正式起訴，指控他涉嫌侮辱君主，並獲准保釋。8月17日，泰王哇集拉隆功頒發皇家赦免令，正式赦免他信，原定於8月31日完結的刑期提早結束。

## 法律糾紛
他信夫人寶乍文·欽那瓦在2003年從泰国金融机构发展基金（FIDF；Finance Institute Development Fund）一次負債資產拍賣中購入曼谷叻猜拉披色路繁華地段上的一塊地皮，涉嫌獲得泰國財政部內幕消息與「優先照顧」，而且該交易因當時他信是在職首相而涉嫌違反泰國「反貪污法」中相關條文。然而，監控那塊土地拍賣過程的泰国银行表示該交易完全是按照法律程序進行的。
2007年6月21日，泰国最高检察院正式向泰国大理院提起诉讼。2010年2月26日，泰国最高法院強行没收已冻结的他信及其家族价值760亿泰铢（约合23亿美元）中的463.73亿泰铢（约合14亿美元）。

## 榮譽

### 國內榮譽
- 泰國:
  - 1996年 –  白象勳章大授騎士勳位（特等）
  - 1995年 –  泰皇冠勳章大綬騎士勳位（特等）
  - 2001年 –  德雷古纳蓬勋章大十字騎士勳位（一等）
  - 2002年 –  朱拉隆功勳章特等二級
  - 2003年 –  Boy Scout Citation Medal of Vajira（一等）

以上勳章全數皆於2019年3月30日被撤銷。

### 外國榮譽
- 柬埔寨:
  -  友好合作勳章大十字勳位（2001年）[53]
- 巴林:
  -  哈馬德國王復興勳章（英语：King Hamad Order of the Renaissance）一等勳位（2002年）[54]
- : 
  -  汶萊忠誠勳章（英语：Order of Loyalty to the State of Brunei）一等勳位（2002年）[55]
- 瑞典:
  -  皇家北極星勳章（英语：Order of the Polar Star）大十字军功章（2003年）[56]
- 荷蘭:
  -  奧蘭治-拿騷勳章騎士大十字勳章（2004年）[57]

### 學術榮譽
- 2007 –  日本拓殖大學客座教授[58][59][60]

## 評價
- 台灣政治評論家江春男（筆名司馬文武）說：「他是商人出身，本性難改，在政也言商，一方面替人民找賺錢的方法，一方面也替自己賺大錢。議會、反對黨和街頭運動都奈何他不得，才會發生軍人政變。泰國的民主大倒退，實在令人遺憾。」[61]
- 泰國UDD電視：「他是一名警察，泰國警察法規不同一般人法律管理，以前的泰國總理個個都貪污為什麼只罰他一人。」[62]